# Station Mont-sur-Meurthe
Station Mont-sur-Meurthe is een spoorwegstation in de Franse gemeente Mont-sur-Meurthe.